# Рудколь
Рудколь (перс. رودكل) — село в Ірані, у дегестані Кенар-Сар, у бахші Кучесфаган, шагрестані Решт остану Ґілян. За даними перепису 2006 року, його населення становило 139 осіб, що проживали у складі 41 сім'ї.

## Клімат
Середня річна температура становить 14,46°C, середня максимальна – 28,60°C, а середня мінімальна – -0,15°C. Середня річна кількість опадів – 1209 мм.
| Клімат поселення                              | Клімат поселення | Клімат поселення | Клімат поселення | Клімат поселення | Клімат поселення | Клімат поселення | Клімат поселення | Клімат поселення | Клімат поселення | Клімат поселення | Клімат поселення | Клімат поселення | Клімат поселення |
| Показник                                      | Січ.             | Лют.             | Бер.             | Квіт.            | Трав.            | Черв.            | Лип.             | Серп.            | Вер.             | Жовт.            | Лист.            | Груд.            |                  |
| Середній максимум, °C                         | 8,90             | 9,07             | 11,73            | 17,71            | 21,80            | 25,40            | 28,60            | 28,21            | 24,97            | 21,23            | 16,80            | 12,36            |                  |
| Середня температура, °C                       | 4,39             | 4,55             | 7,21             | 13,19            | 17,30            | 20,90            | 24,25            | 23,85            | 20,61            | 16,88            | 12,43            | 8,00             |                  |
| Середній мінімум, °C                          | −0,15            | 0,03             | 2,68             | 8,67             | 12,79            | 16,39            | 19,89            | 19,48            | 16,24            | 12,50            | 8,07             | 3,64             |                  |
| Норма опадів, мм                              | 123              | 99               | 89               | 48               | 47               | 32               | 32               | 63               | 136              | 208              | 181              | 151              |                  |
| Середньомісячна швидкість вітру, м/с          | 2.30             | 2.40             | 2.40             | 2.33             | 2.36             | 2.52             | 2.60             | 2.30             | 2.10             | 2.10             | 2.00             | 2.09             |                  |
| Середньомісячна сонячна радіація, кДж/м²·день | 6859             | 8952             | 10926            | 15565            | 19804            | 21823            | 22565            | 19071            | 15499            | 10742            | 8577             | 6597             |                  |
| --------------------------------------------- | ---------------- | ---------------- | ---------------- | ---------------- | ---------------- | ---------------- | ---------------- | ---------------- | ---------------- | ---------------- | ---------------- | ---------------- | ---------------- |
| Джерело:                                      |                  |                  |                  |                  |                  |                  |                  |                  |                  |                  |                  |                  |                  |